# تپه بانیا کاولا
تپه بانیا کاولا مربوط به سدهٔ ۱۰–۸ ه.ق است و در شهرستان ارومیه، بخش صومای برادوست، دهستان برادوست، روستای قره آغاج واقع شده و این اثر در تاریخ ۲۵ آبان ۱۳۸۷ با شمارهٔ ثبت ۲۳۴۹۴ به‌عنوان یکی از آثار ملی ایران به ثبت رسیده است.